# کمد

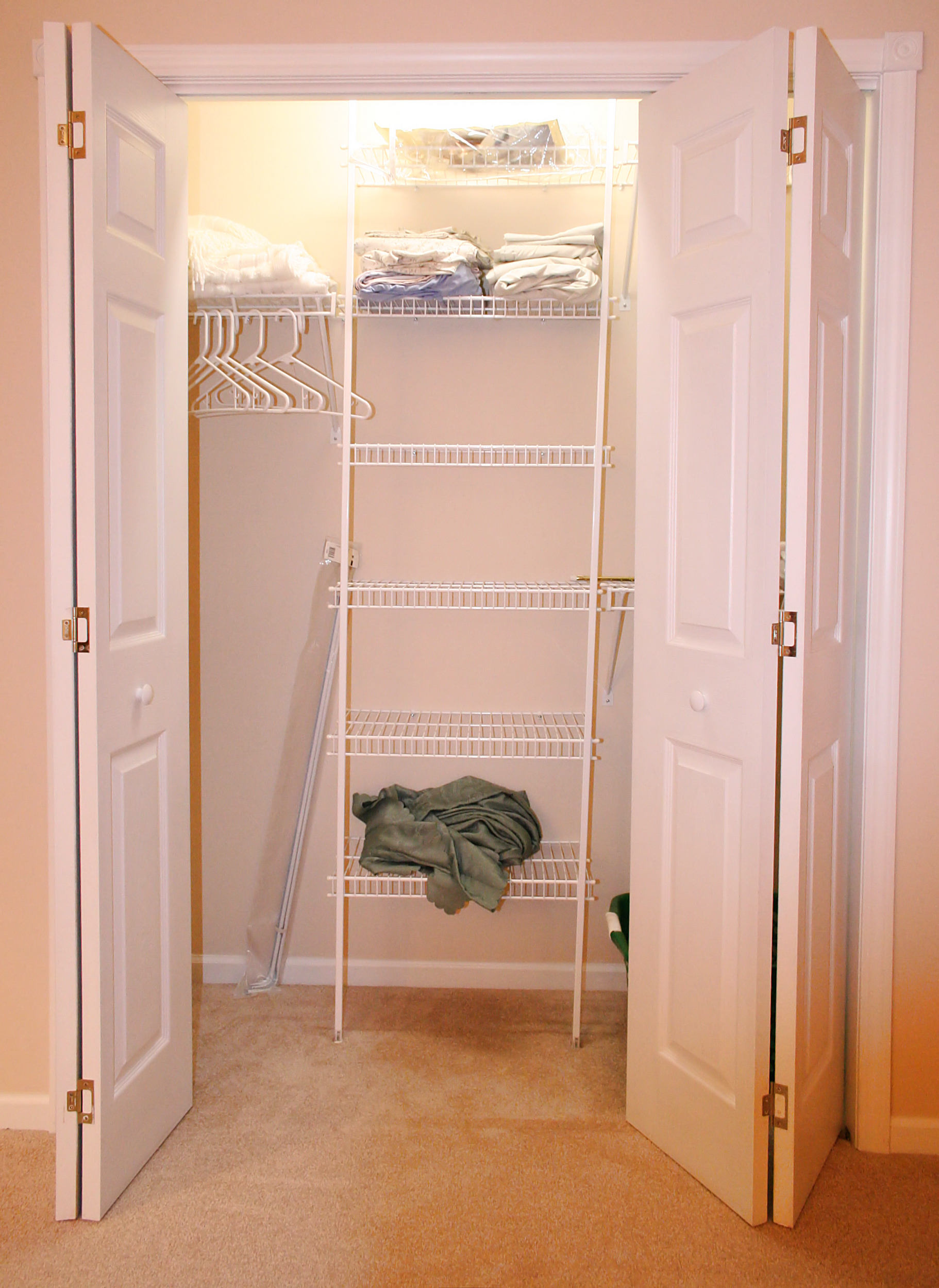
کمد دیواری

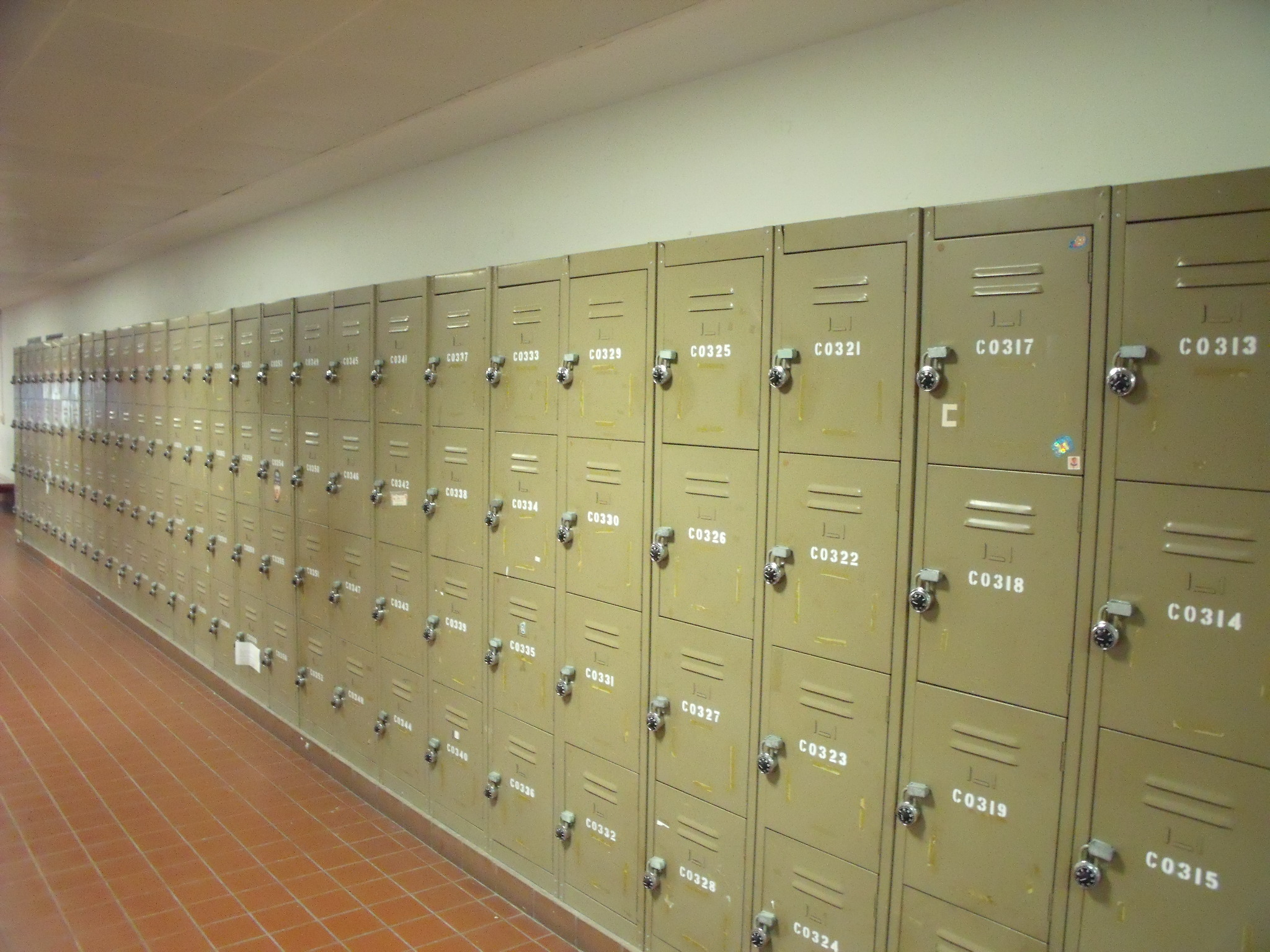
کمد وسایل شخصی

کُمُد (به فرانسوی: Commodes) یا پَستو یا در فارسی افغانستان الماری (به فرانسوی: armoire) یا دولاب، اتاقک و فضای کوچکی است که در خانه برای آویزان کردن و نگهداری لباس یا سایر وسایل استفاده می‌شود. کمدهای جدید بیشتر در اتاق خواب و در میان دیوار به‌طوری‌که از نظر ظاهری جلب توجه نکند یا به صورت مجزا و مانند یک قفسه ساخته می‌شود.

## انواع

### بر پایه جنس
- کمد چوبی[۸]
- کمد فلزی

### بر پایه نصب
- کمد دیواری
- کمد ویترینی

### بر پایه کاربرد
- کمد وسایل شخصی (باشگاه، استخر، مدرسه و...)
- کمد لباس
- کمد لباسی کپسولی
- کمد کتابخانه
- کمد آزمایشگاهی
- کمد کفش